# Herb Ozorkowa
Herb Ozorkowa – jeden z symboli miasta Ozorków w postaci herbu.

## Wygląd i symbolika
Herb Ozorkowa przedstawia tarczę dwudzielną w słup, to znaczy podzieloną pionową linią na 2 części. W polu prawym czerwonym widnieje srebrna rozdarta strzała o zawiniętych końcach skierowana ku górze, zaś w lewym srebrnym – błękitne czółenko tkackie.
Czółenko tkackie nawiązuje do przemysłu tkackiego, przez dziesięciolecia dominującej gałęzi gospodarki miasta. 

## Kontrowersje
Strzała to herb szlachecki Odrowąż, przypisywany założycielowi Ozorkowa – Ignacemu Starzyńskiemu. Jest to błąd merytoryczny, gdyż szlachcic ten był w rzeczywistości herbu Ślepowron (przedstawiający czarnego kruka).
Herb Ozorkowa, z punktu widzenia heraldyki, ma pewną nieprawidłowość. Według zasad nie należy łączyć herbu szlacheckiego i symbolu przemysłowego.